# Rue du Renard-Prêchant
La rue du Renard-Prêchant est une voie de Strasbourg située dans le quartier historique de la Krutenau. Proche de la Grande Île — dont elle ne fait pas partie — elle est située au sud-est de celle-ci.

## Histoire

### Jusqu'auXIXesiècle
Du XVe au XVIe siècle tout le quartier compris entre le rempart et le canal (Johannisgiessen ou Rheingiessen)  était connu sous le nom de An der Entenletz, c'est-à-dire un endroit où demeuraient des canards. On retrouve cette dénomination sur  un plan de Silbermann nommant édifices religieux et lieux-dits en 1775.
Toutefois Adolphe Seyboth signale également l'appellation Beim Narrenbrunnen en 1756, puis Au Puits des fous en 1786 et 1844.
Le référence au renard prêchant aux canards apparaît au XVIIIe siècle. Dès 1727, l'historien mentionne une maison portant ce nom : Haus zum Fuchs der den Enten predigt.
À cette époque, ces pâtés de maisons sont parfois regroupés sous le nom de Schwobenländel ou « quartier des Suabes » (Souabes), comme en témoigne, ci-dessous, la lithographie de 1840 de Sandmann et Simon.

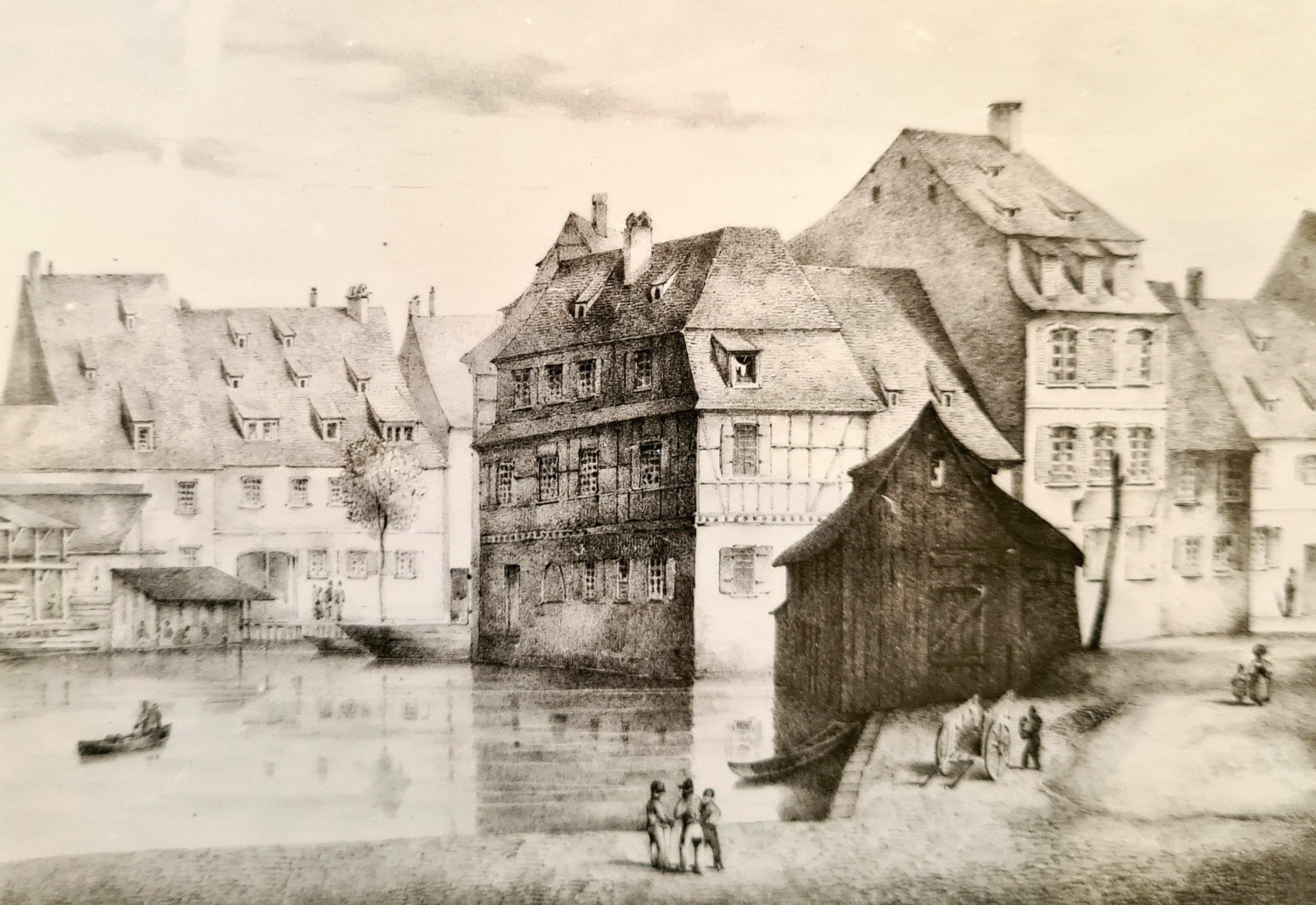
Vue du quartier des Suabes (1840). Le Renard-Prêchant se trouve au bord du Rheingiessen.
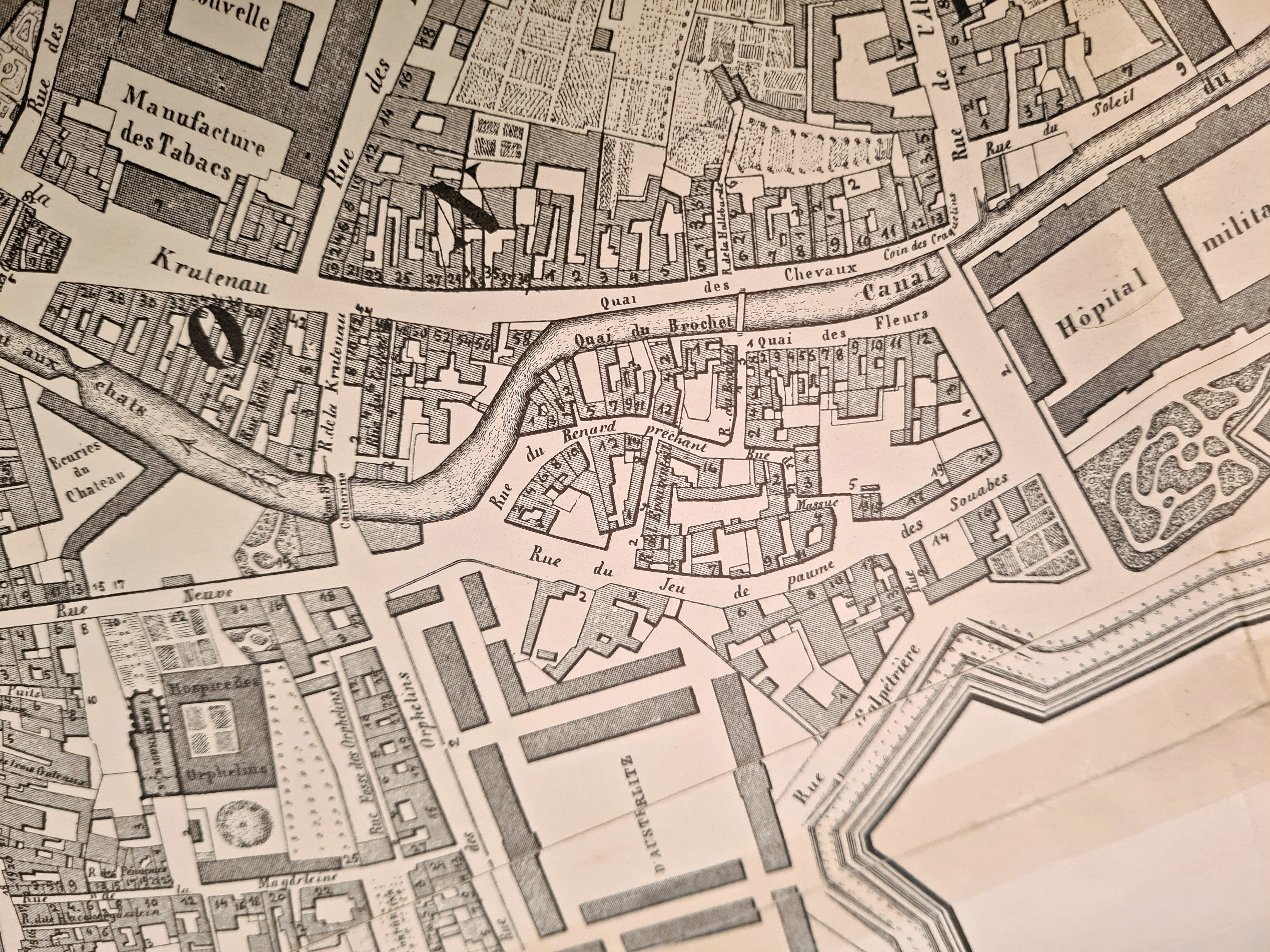
La rue du Renard-Prêchant longeant partiellement le Rheingiessen (plan de 1852).

Remplaçant les lieux dits, de véritables noms de rues apparaissent, et, en 1794, l'idéologie révolutionnaire honore — temporairement — une « rue de la Récompense », puis une « rue du Travail».
Se succèdent ensuite, en 1817 et en 1849, la « rue du Renard Prêchant », Wo der Fuchs den Enten predigt (« où le renard prêche aux canards »), puis en 1872 et 1940 la forme allemande, Wo der Fuchs den Enten predigt, tandis que la version française revient en 1918 et 1945.

### Légendes et interprétations
La thématique du renard prêchant aux canards connaît plusieurs tentatives d'explication.

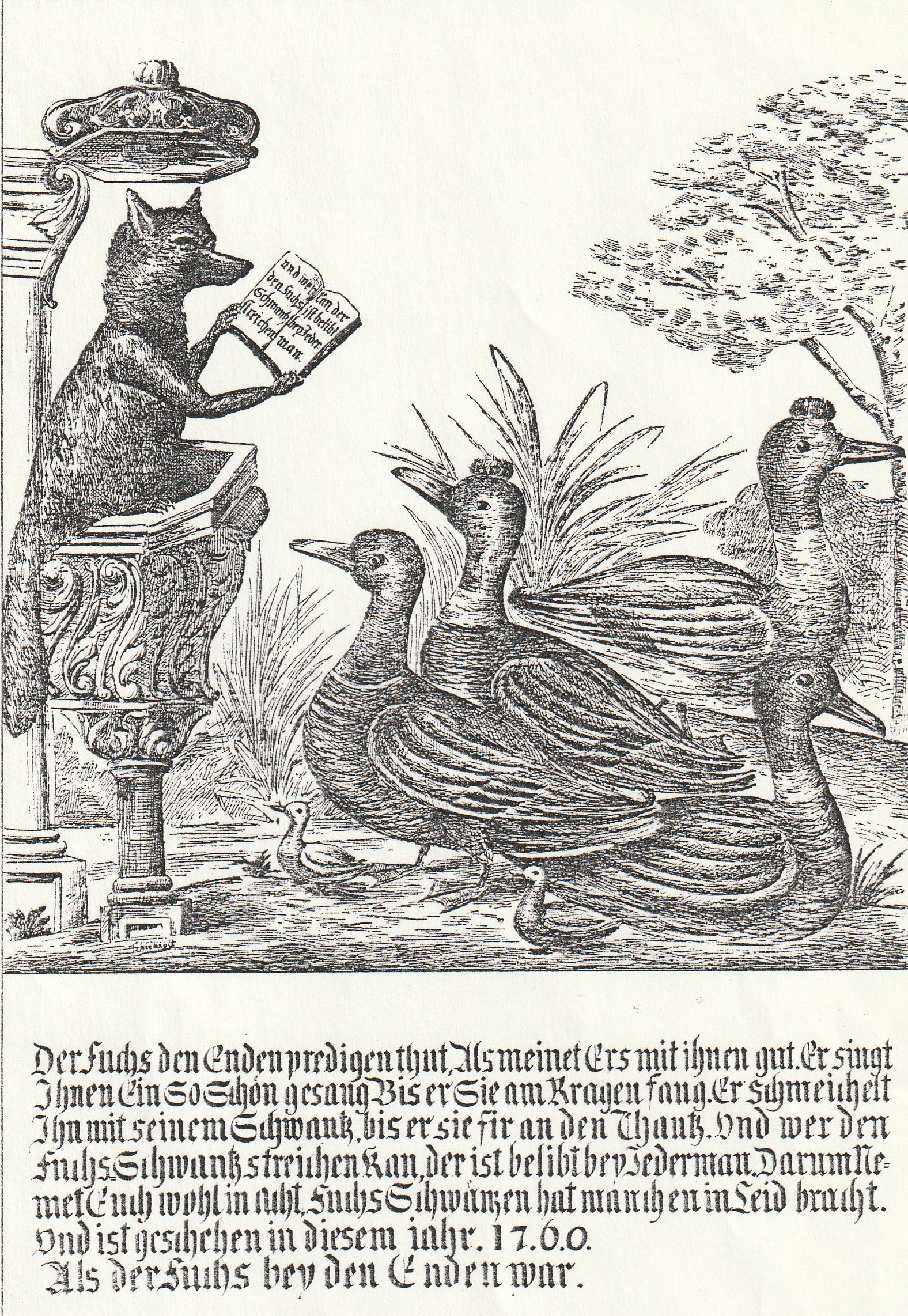
Le Renard-Prêchant
(lith. de Thiébault, 1760).

L'une des versions met en scène un cordonnier nommé Fuchs (« renard » en allemand) qui chaparde des canards du voisinage pour améliorer l’ordinaire de sa famille. Des voisins tournent la chose en dérision et inventent une histoire, celle du renard prêchant aux canards. À force de les captiver par son discours, l’animal serait parvenu à les attraper pour les manger. Un tableau de facture populaire dépeint la scène : en chaire, le renard brandit un livre ouvert devant un parterre de volatiles. Le texte inscrit sous cette scène évoque la queue du renard « celui qui la caressera le mieux sera le favori » : 

« Der Fuchs den Enden predigen tut. Als meinet Er es mit ihnen gut. Er singt ihnen ein so schön Gesang bis er sie am Kragen fang. Er schmeichelt Ihn mit seinem Schwantz, bis er sie fir an den Tanz. Und wer den Fuchsschwanz streichen kann, der ist belibt bey Jederman. Darum Nimet Euch wohl in Acht, Fuchsschwantzen hat manchen in Leid bracht und ist geschehen in diesem Jahr 1760. Als der Fuchs bey den Enten war. »

Selon Frédéric Piton, un pauvre pêcheur nanti d'une nombreuse progéniture constate que des canards se nourrissent des poissons qu'il convoite. Ne doutant pas de son bon droit, il imagine un stratagème pour garnir la table familiale. Lorsqu'il est condamné par la justice, l'un de ses amis peint l'enseigne du Renard-Prêchant-aux-Canards qui fait bientôt la réputation de l'auberge.
Une autre interprétation s'appuie sur le sens ancien du mot Letz (dans Entenletz) qui s'employait couramment autrefois pour désigner les lectiones, les sermons des prédicateurs. Par ailleurs le renard symbolisait le mauvais prêtre.

### Comblement duRheingiessen
Ce bras d’eau qui reliait le Rhin à l’Ill est canalisé en 1736. Il sert principalement au transport du bois de chauffage, mais, après la construction du canal du Rhône au Rhin en 1834, il n'est plus guère utilisé. Son eau devient stagnante et malsaine, puis, peu après l’annexion de l’Alsace à l'Empire allemand, dès 1872, le cours d’eau est comblé et recouvert par une chaussée, alors appelée Zürcherstrasse, « rue de Zurich ». Le Renard-Prêchant qui se trouvait au bord de l'eau, donne désormais sur cette rue nouvelle et la place du même nom.

### XXesiècle

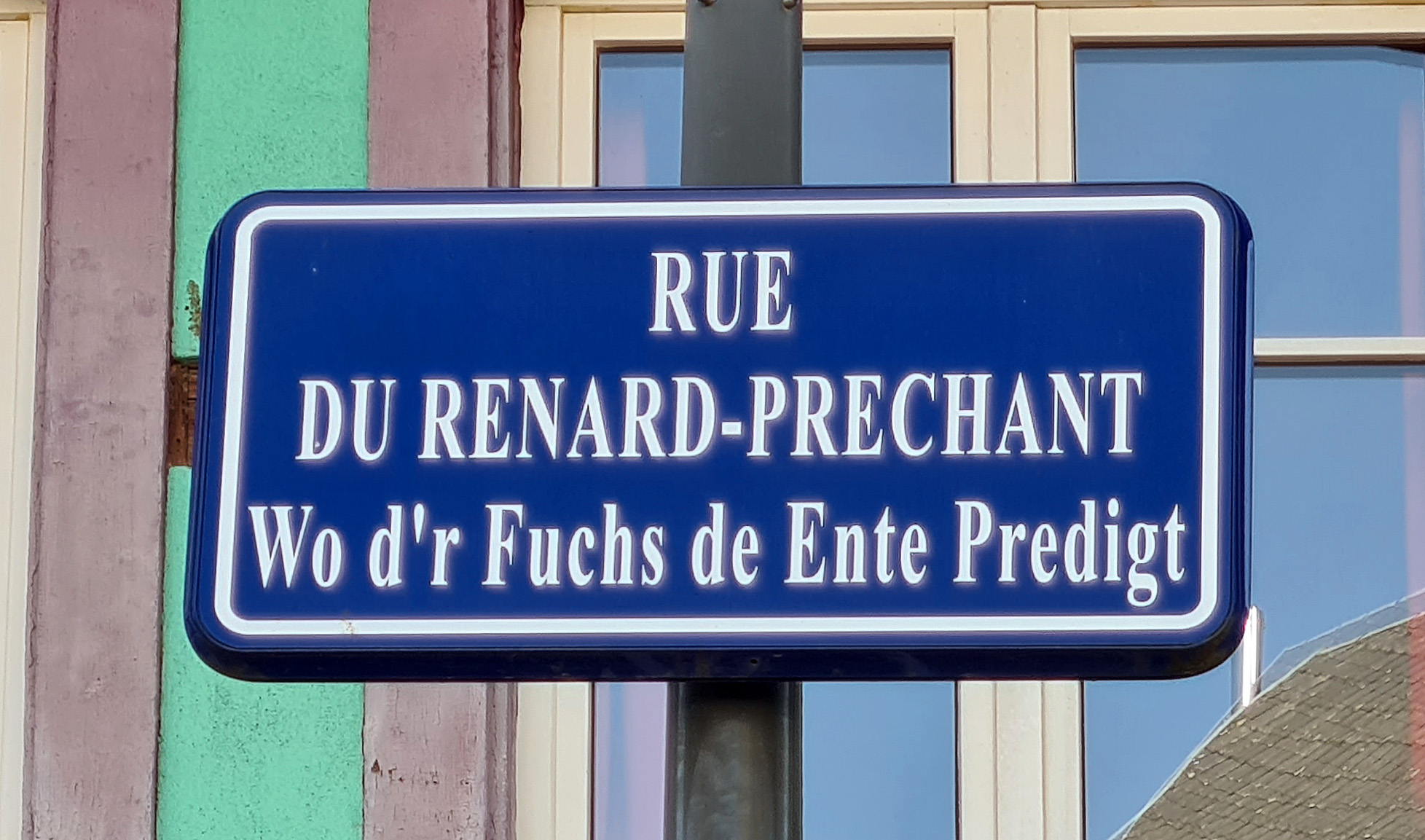
Plaque bilingue, en français et en alsacien.

À la fin des années 1970, lors des travaux de rénovation de la Krutenau, les maisons insalubres sont démolies, puis l'ancienne rue de la Massue (Kolbengässlein) est supprimée. La section orientale de la rue du Renard-Prêchant donne dès lors dans la rue du Jeu-de-Paume, à laquelle elle était déjà reliée par une voie transversale, la rue des Forges.
À partir de 1995, des plaques de rues bilingues, à la fois en français et en alsacien, sont mises en place par la municipalité lorsque les noms de rue traditionnels étaient encore en usage dans le parler strasbourgeois. La rue du Renard-Prêchant est alors sous-titrée Wo d'r Fuchs de Ente Predigt.

## Bâtiments remarquables
no 1
La première maison de la rue, donnant à la fois sur la place de Zurich et la rue de Zurich, est parfois désignée également comme le no 34 de cette dernière.

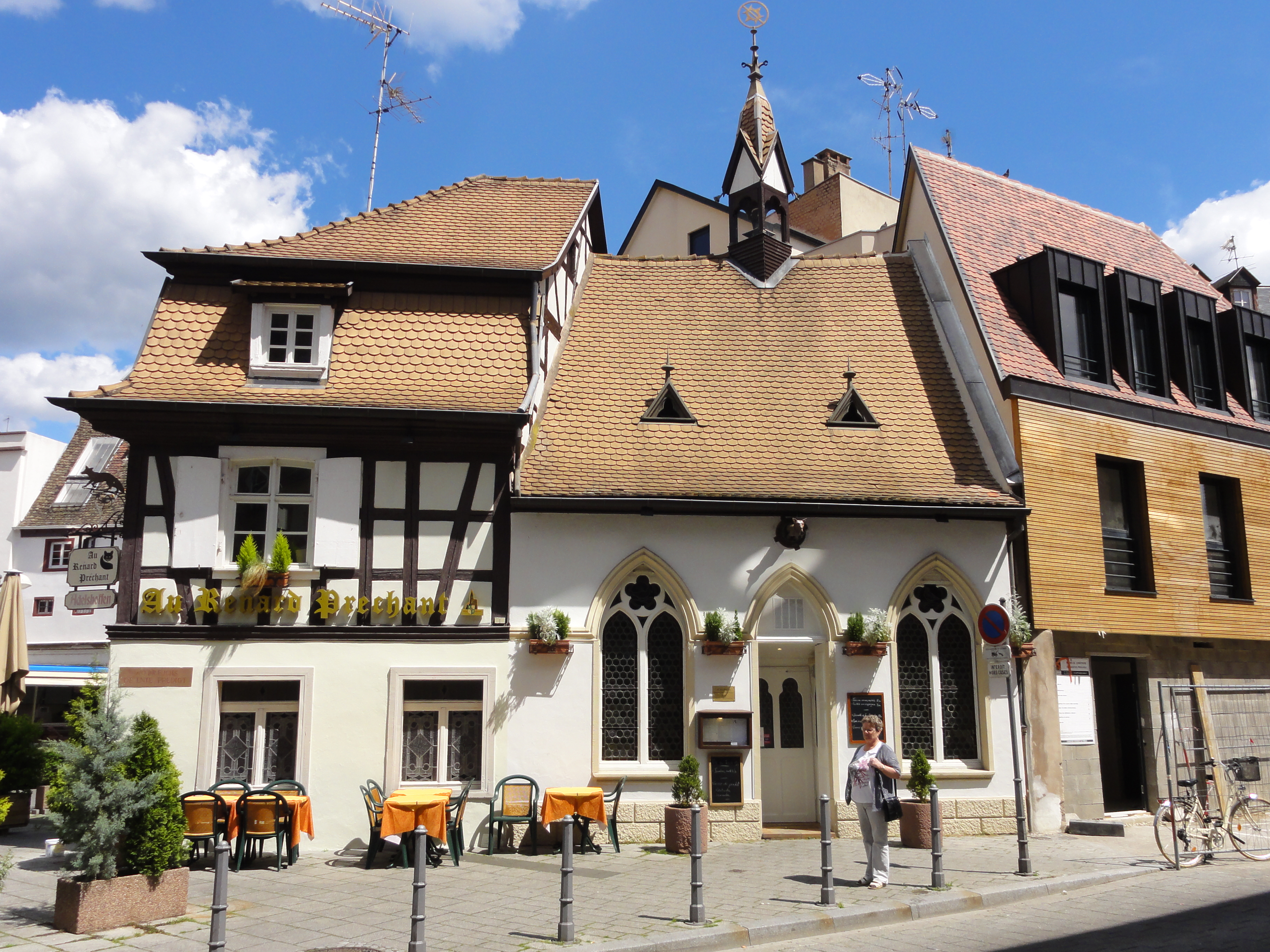
Ancien restaurant en 2014.
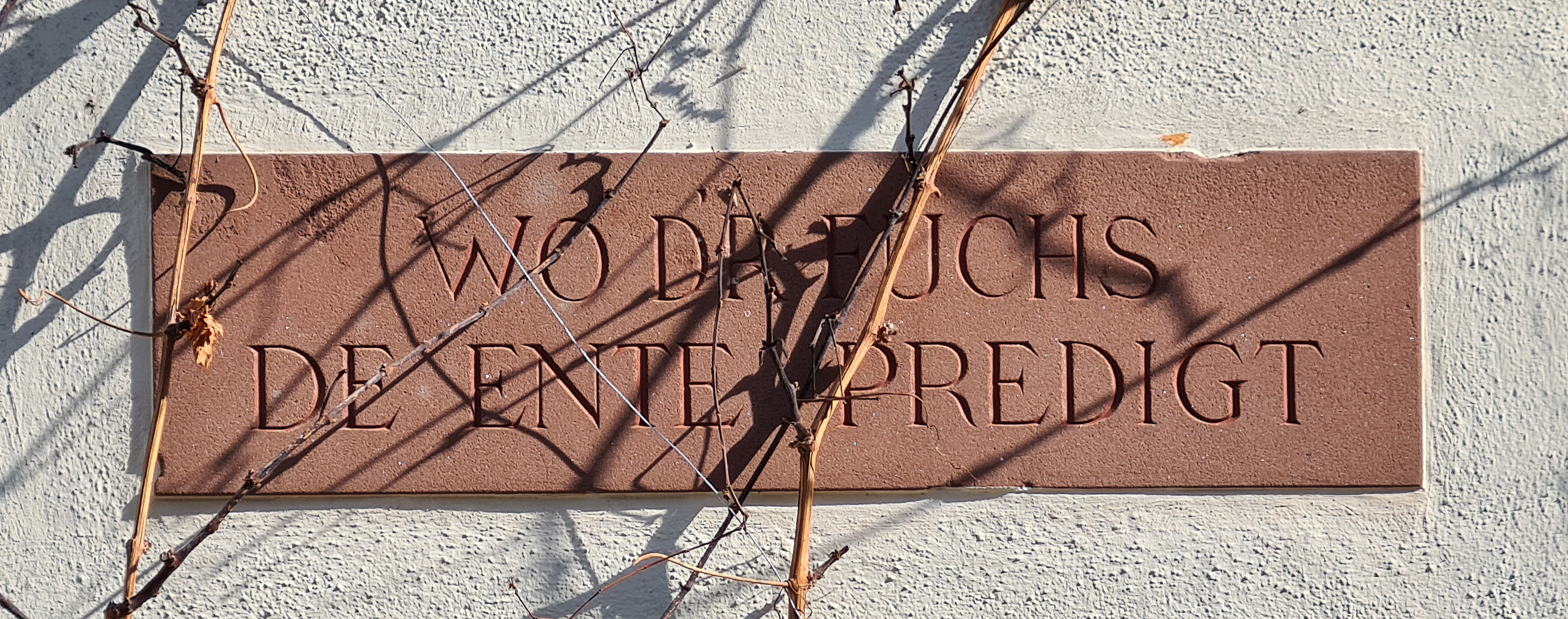
Plaque en grès.
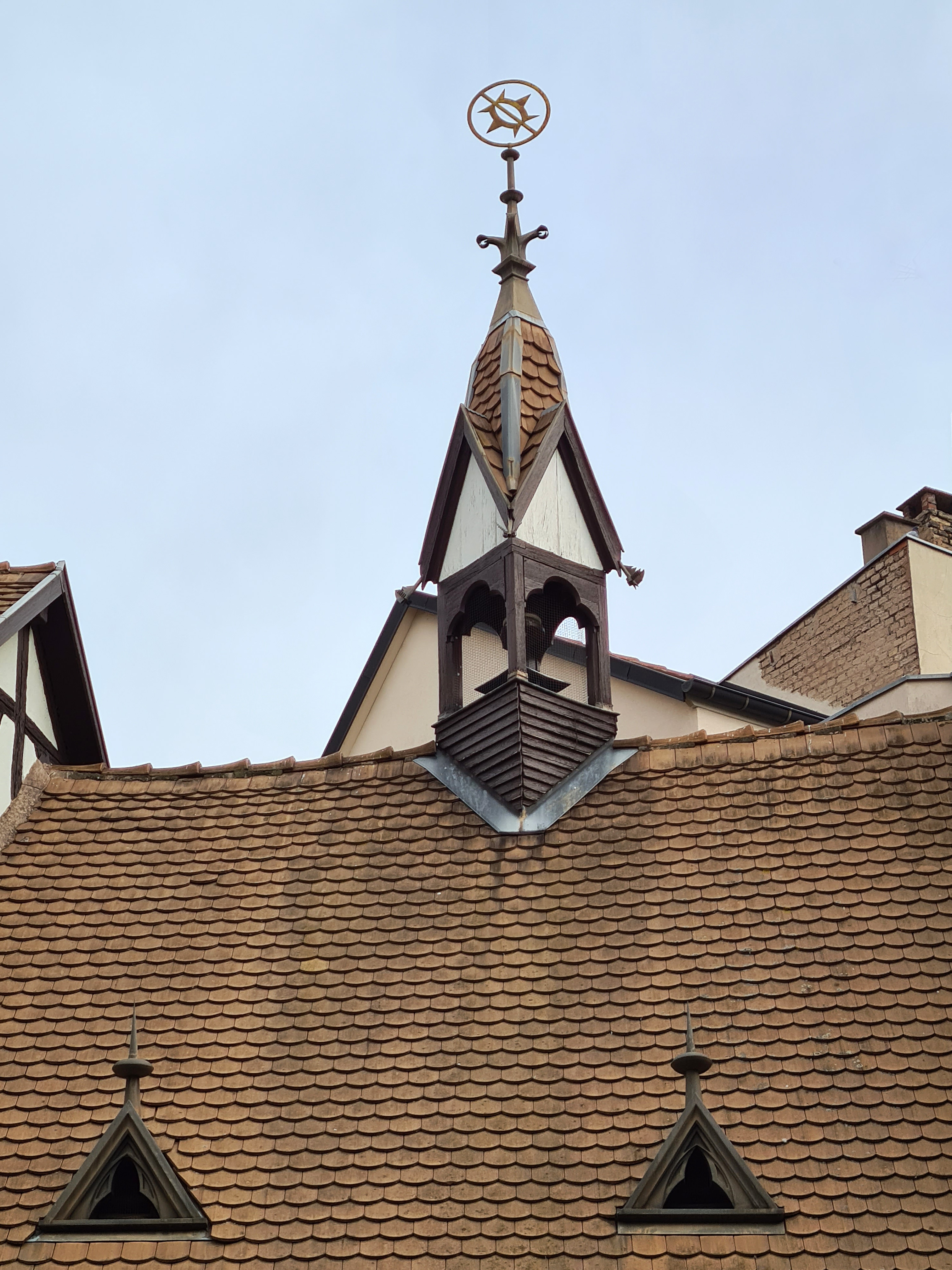
Clocheton.
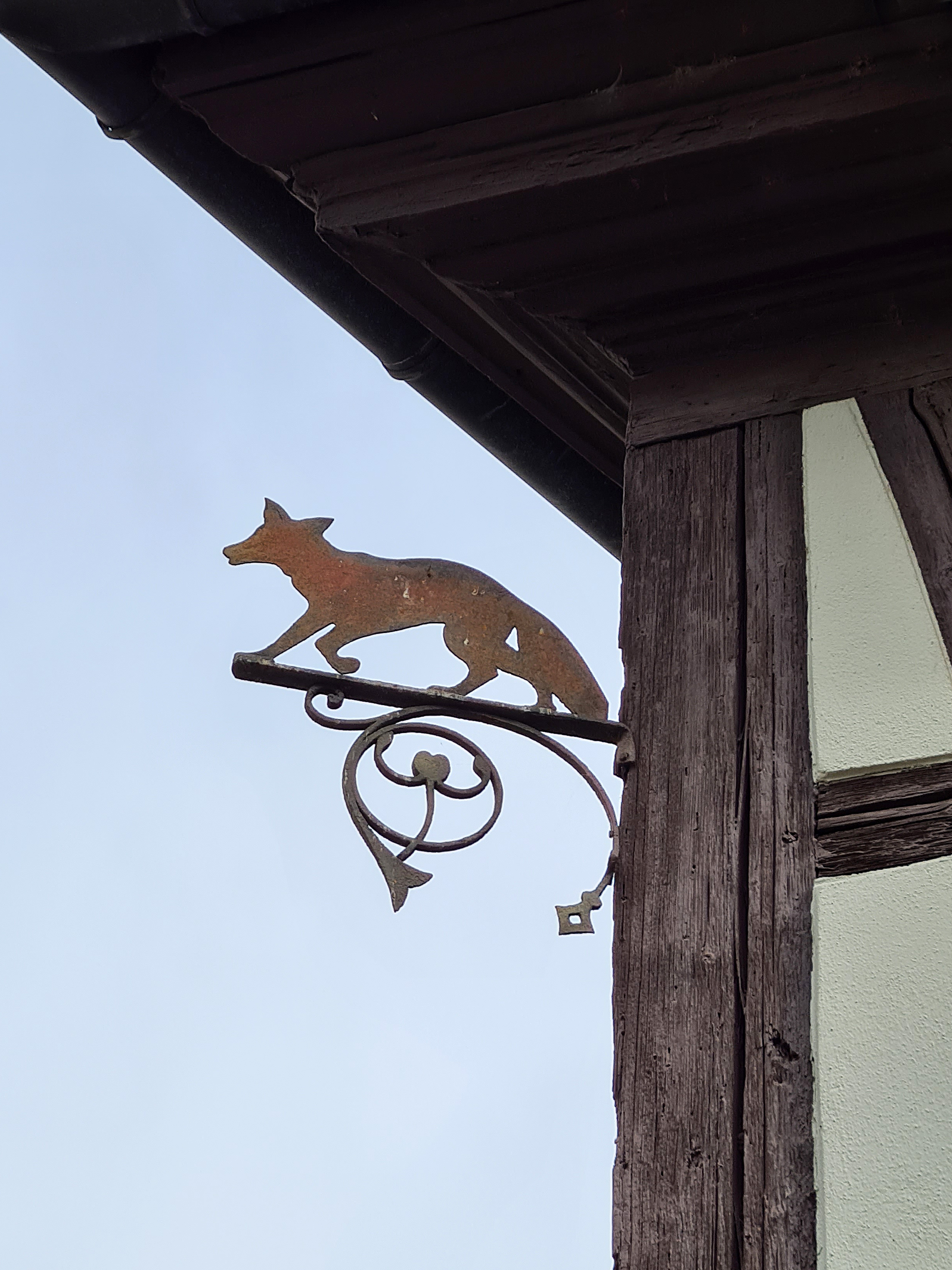
Enseigne.
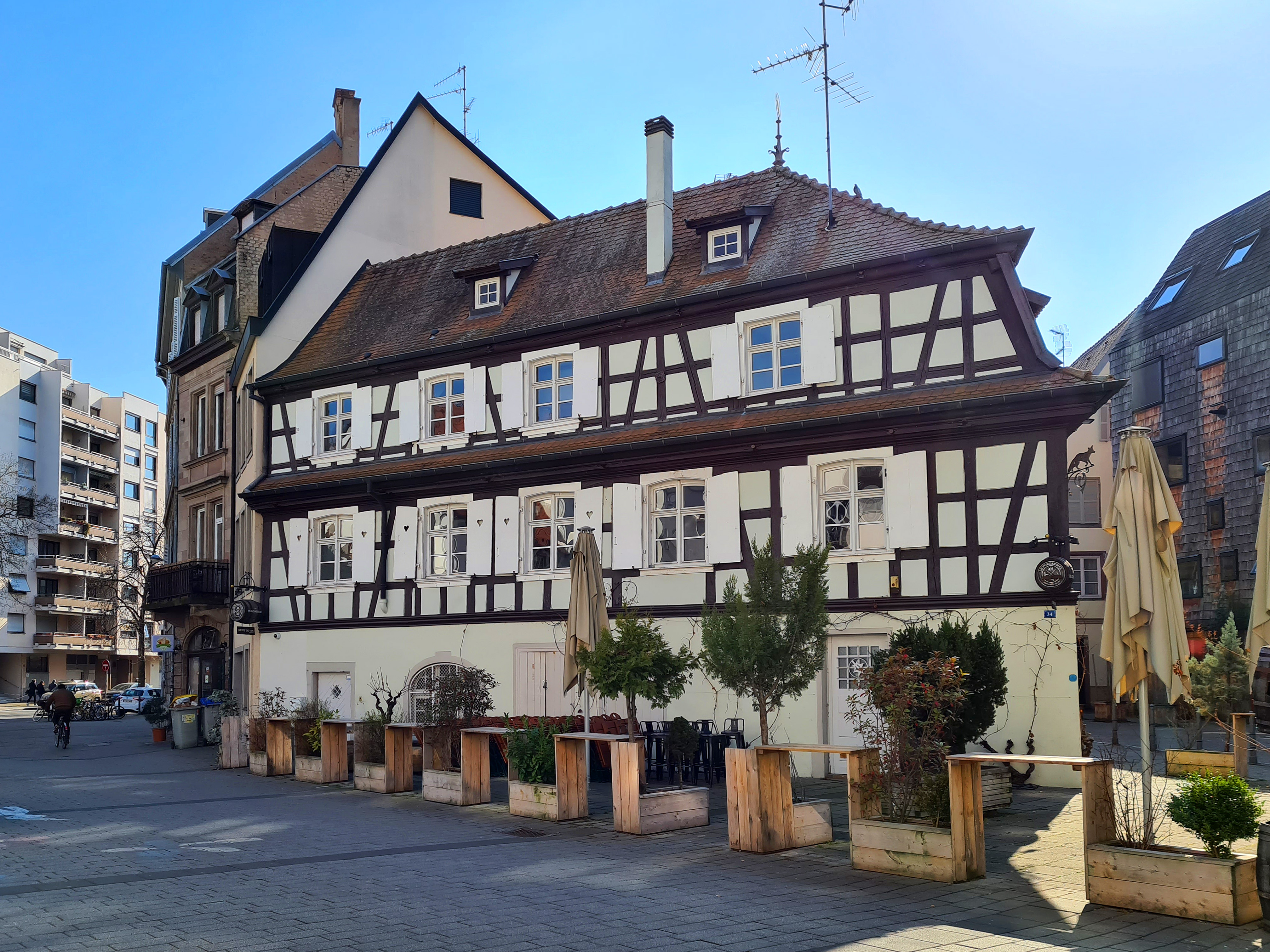
Côté rue de Zurich.

Cette construction du XVIIIe siècle fut complétée au siècle suivant par un élément néo-gothique surmonté d'un clocheton. Au XIXe siècle, le Renard Prêchant est un cabaret où l'on présente des spectacles de marionnettes satiriques.

Ensuite il abrite longtemps l'un des restaurants les plus emblématiques de la Krutenau. Celui-ci ferme ses portes en 2019, remplacé par une brasserie sur le thème du vin, accompagné par un changement d'enseigne et une seconde entrée depuis la rue de Zurich.
Un panneau en grès fixé sur le côté sud du bâtiment porte l’inscription en dialecte Wo d'r Fuchs de Ente predigt, rappelant la légende attachée aux lieux.

no 3
L'ancien bâtiment du XVIIIe siècle est démoli en 1974. Une impasse du Canard est alors créée. Cependant un nouvel immeuble est érigé sur cet emplacement en 2014. Il abrite des locations saisonnières, dont le nom reprend le thème traditionnel  (Les Appartements du Renard).
no 6
La façade de l'édifice a fait l'objet d'une inscription au titre des monuments historiques en 1929, car elle comportait un panneau en bois peint du XVIIIe siècle représentant le « renard prêchant », dont une copie se trouve actuellement au Musée historique de Strasbourg.

Le millésime 1760 est gravé sur la clé de porte qui comporte également une ancre et les initiales HDB, celles du batelier Hans Daniel Busch qui avait acquis cette maison en 1752.

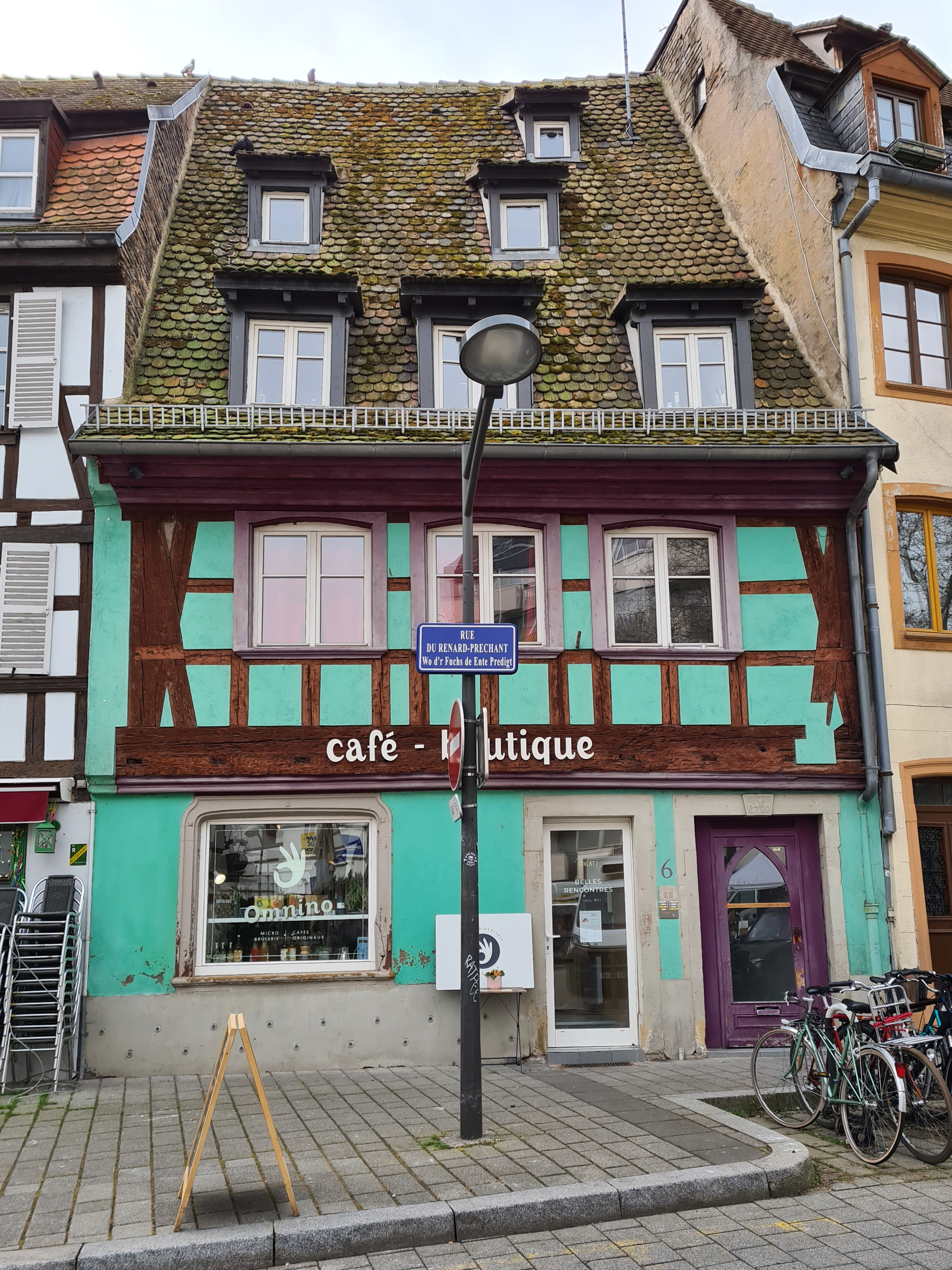
Façade du no 6.
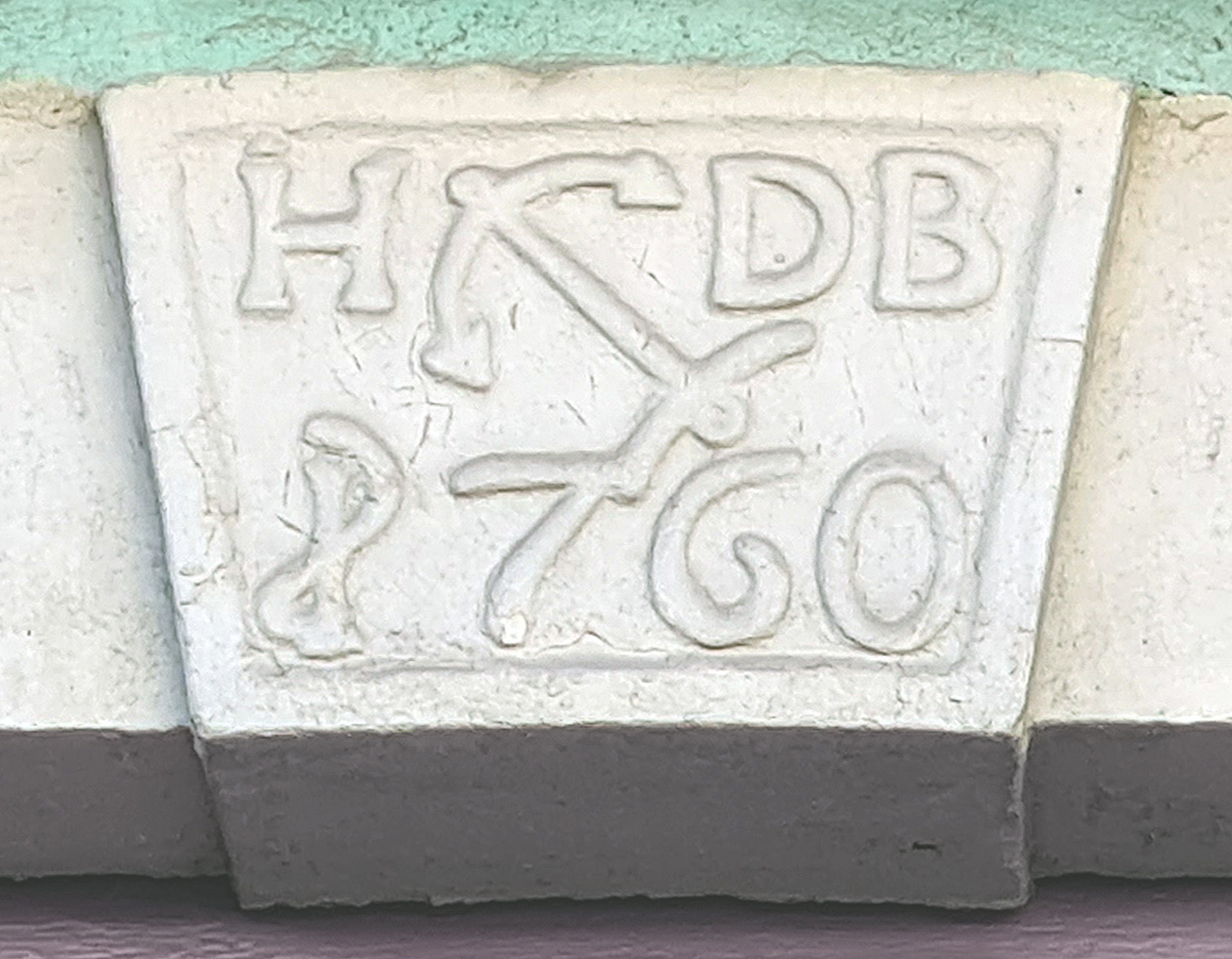
Clé de porte avec ancre, initiales HDB et millésime 1760.

no 7
Sur le linteau de la porte de cette maison à colombages, qui abrite un restaurant, figure la date 1584.
no 11

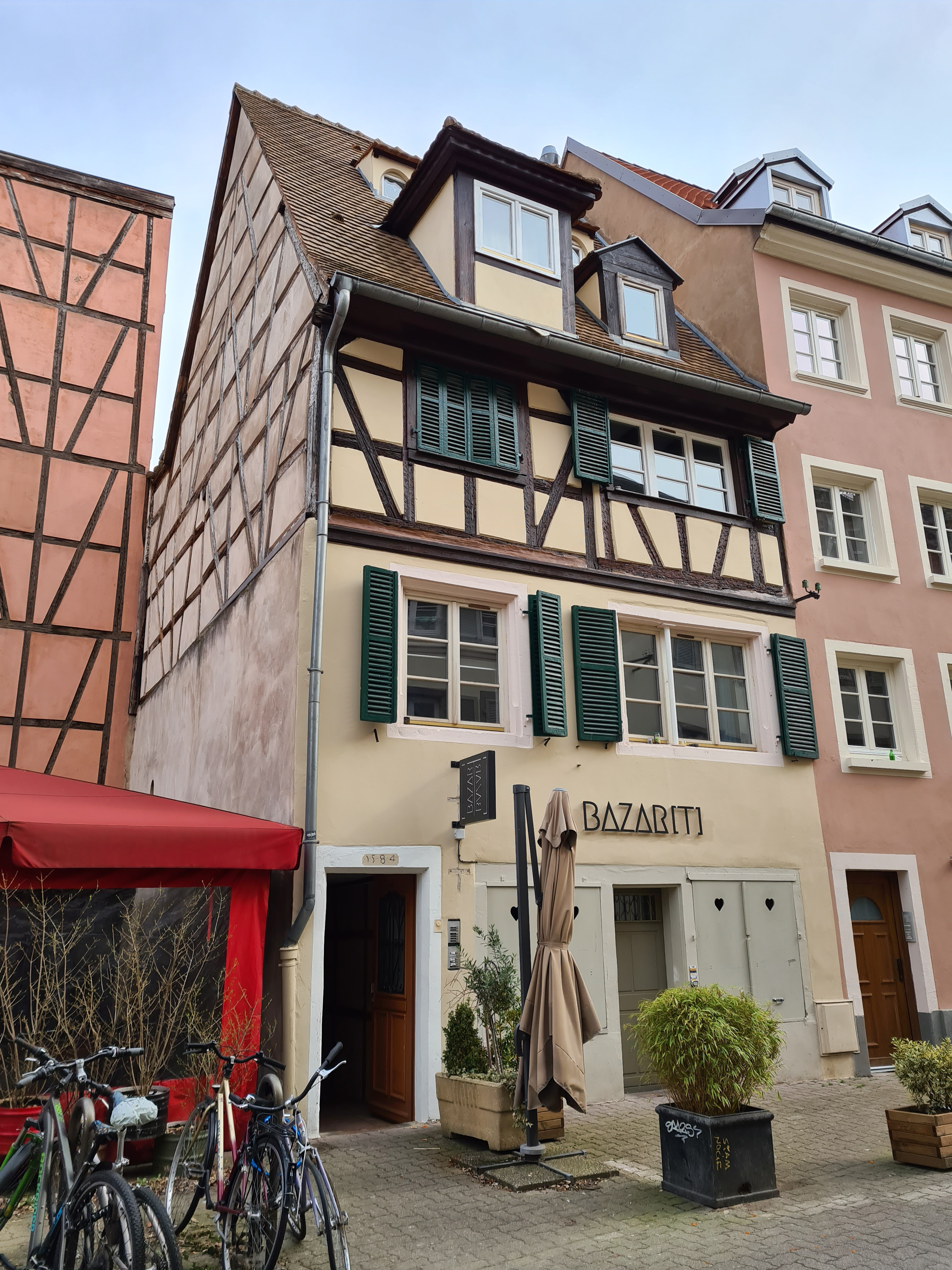
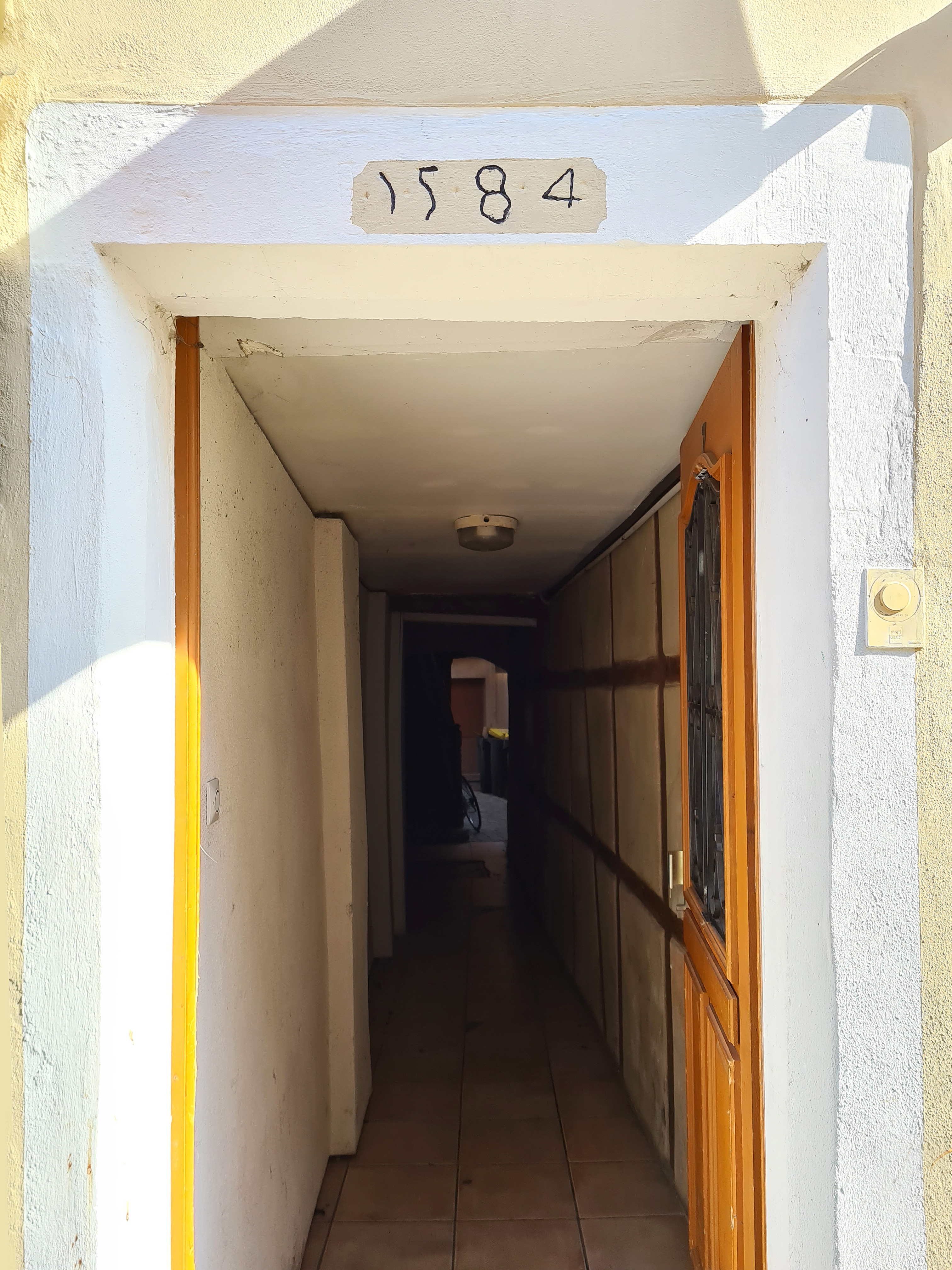
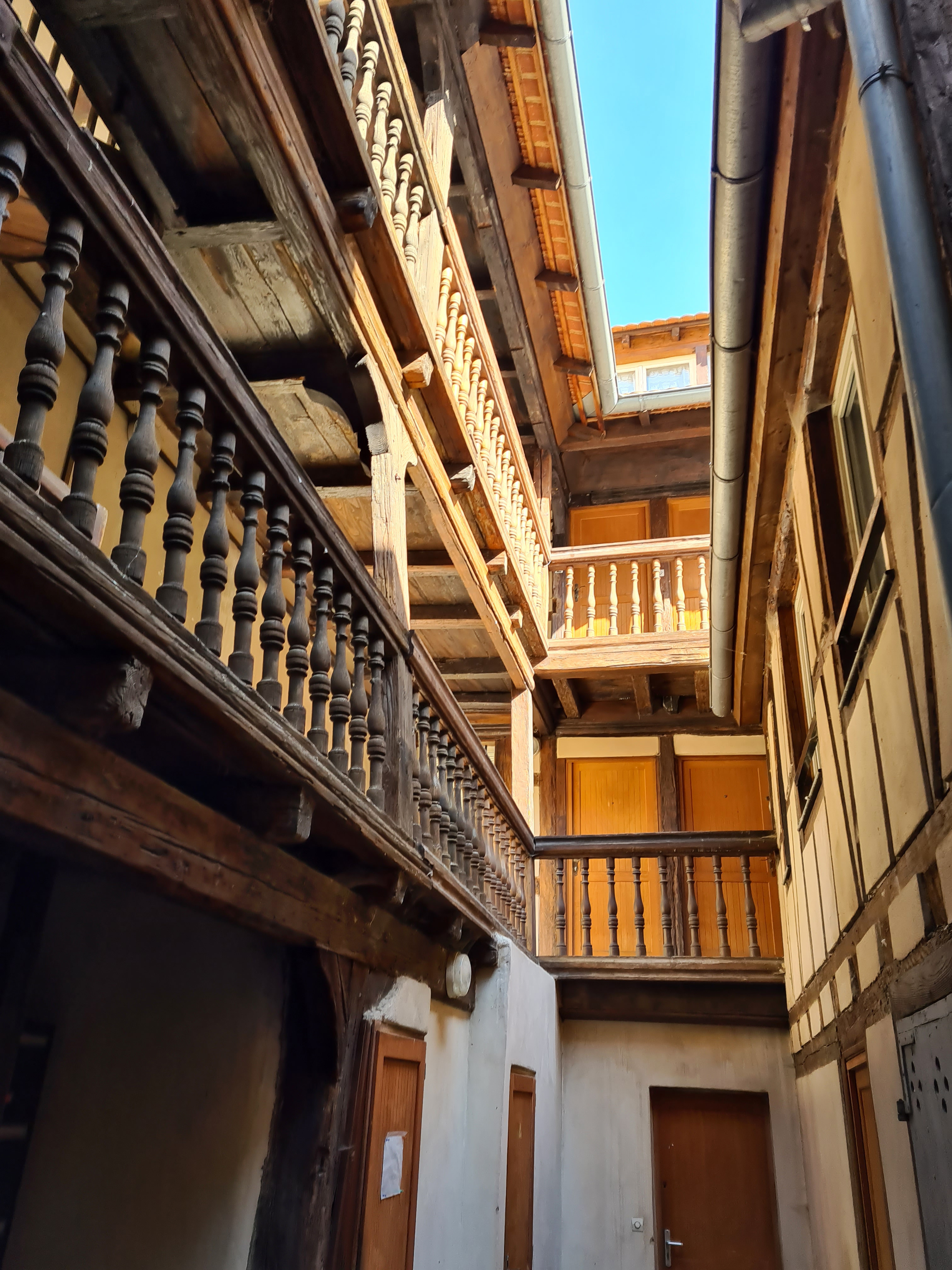

L'encadrement de porte de cette maison en pan de bois porte un millésime difficilement lisible : probablement 1608, mais d'autres sources avancent 1601 ou 1665.
no 16a

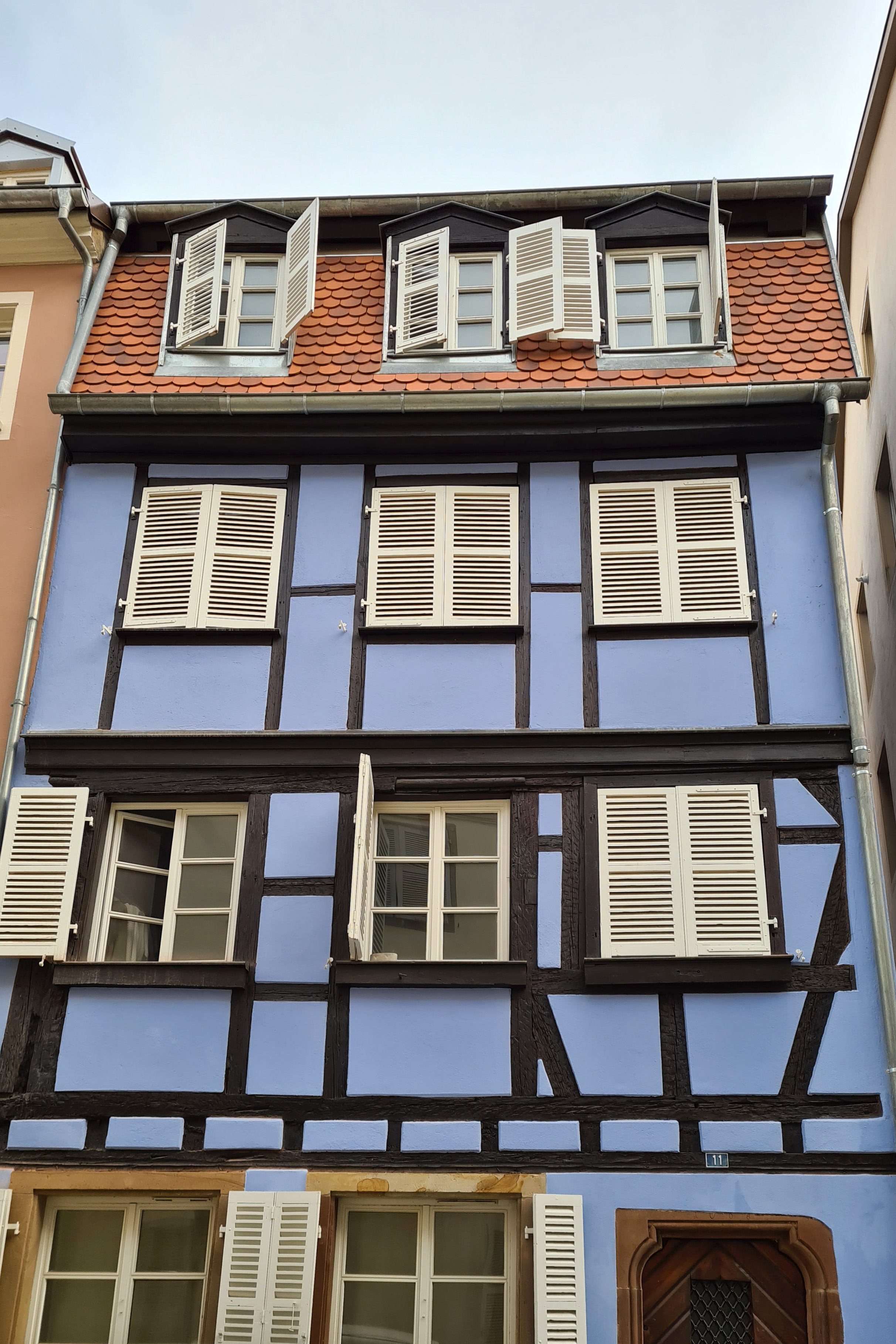
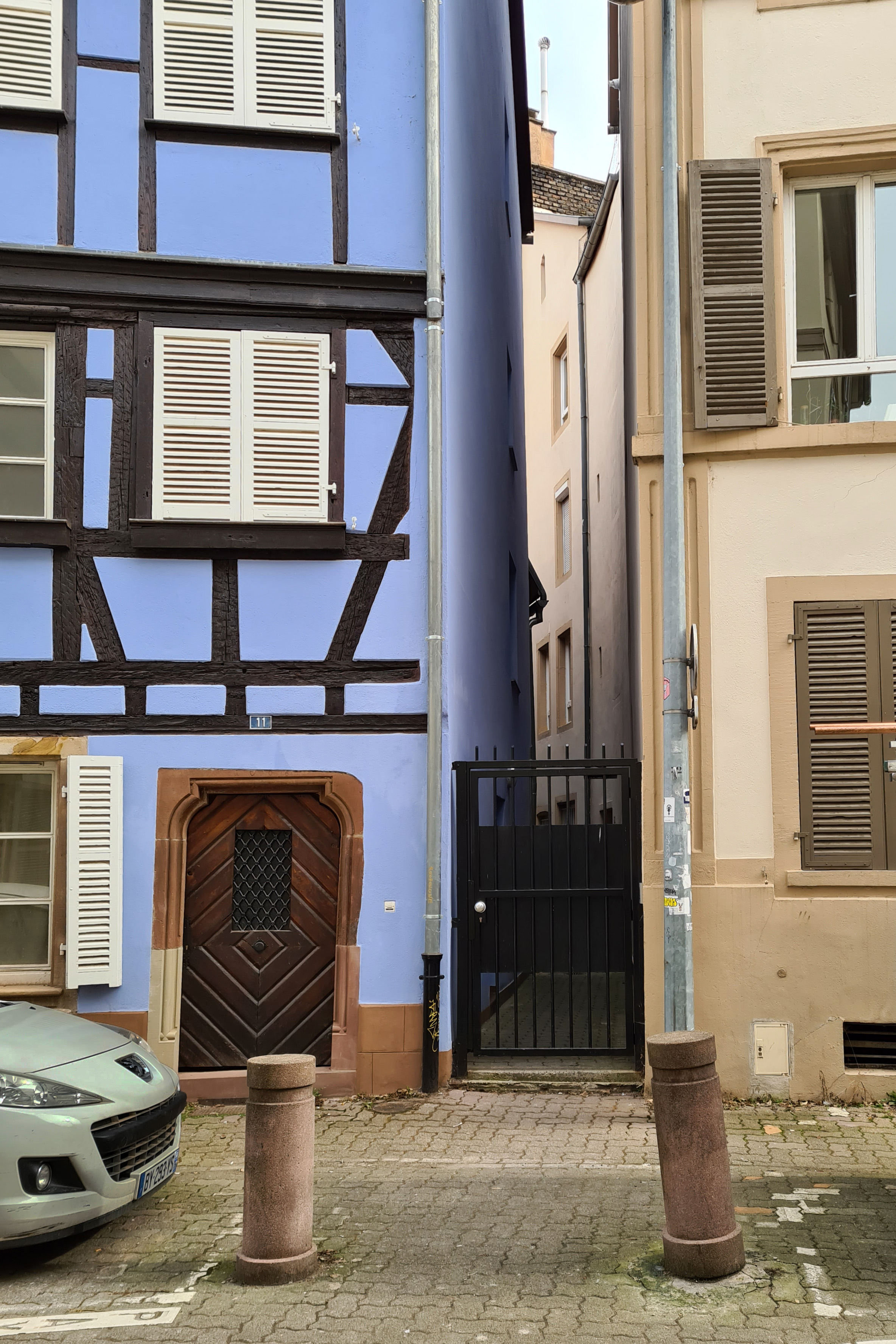
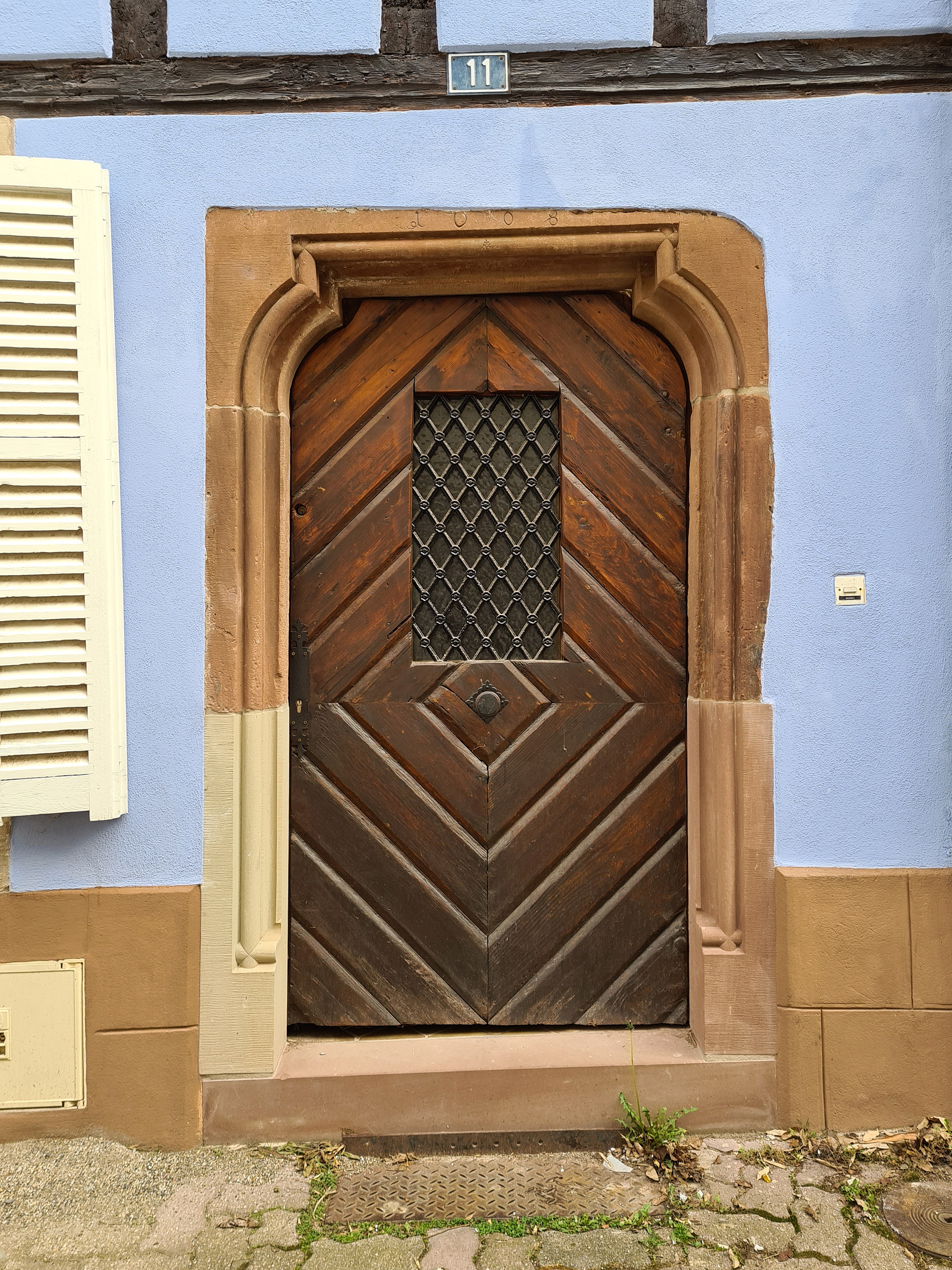

Au XVIIe siècle, plusieurs jardiniers occupent successivement le bâtiment situé à l'angle de la rue des Forges. Un nouvel immeuble construit sur cet emplacement en 1883 est réhabilité au début des années 1980

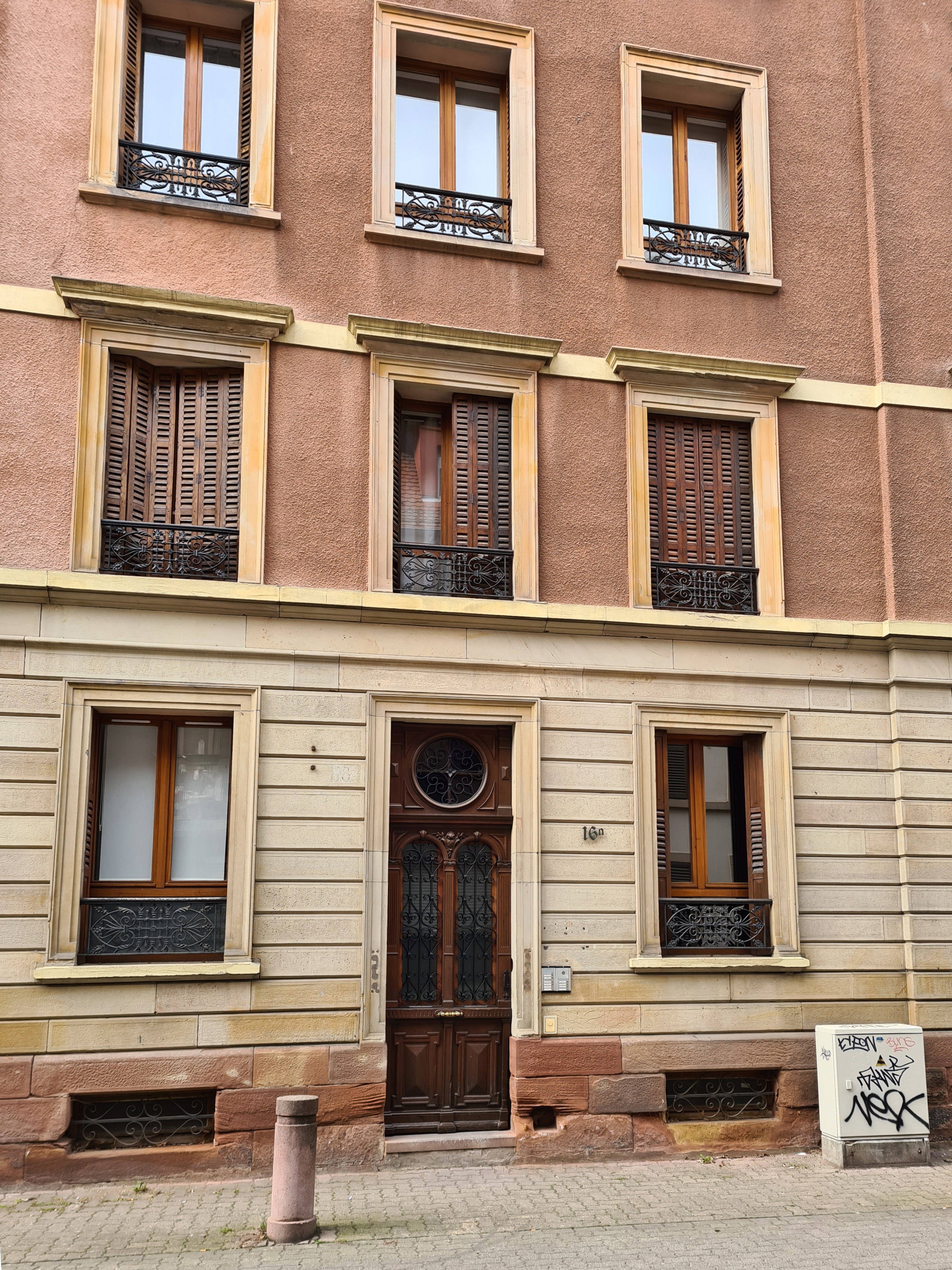
no 16a.
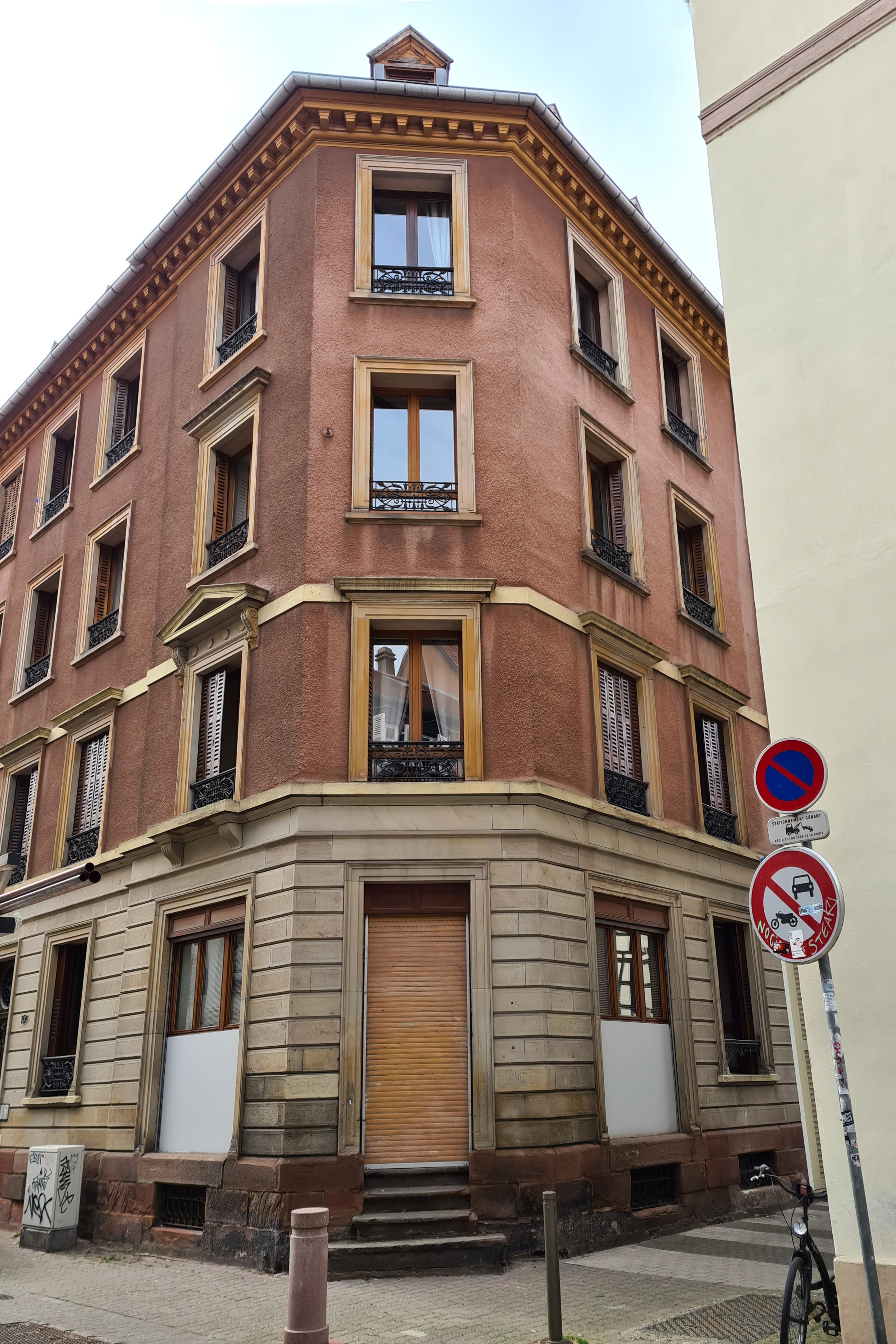
Angle avec la rue des Forges.